# سگ خرسی تهلتان
سگ خرسی تهلتان (به انگلیسی: Tahltan Bear Dog) نژادی از سگ بود که در مهاجرت‌های اولیه به کانادا آمد و با محیط سازگار شد.

## پیدایش
تهلتان در جایی بین خطوط اسپیتز و پاریا ساخته شده‌است. سگ ایدئال بیش از هر چیز، ورزشکار و چابک بود تا شکارگران بازی‌های بزرگ را پرت کند و بترساند.
از آنجایی که آنها همیشه تنها برای ارزش شکار پرورش داده می‌شدند، پیدایش آنها می‌تواند به‌طور قابل توجهی بین سگ‌ها متفاوت باشد.